# Onur Air

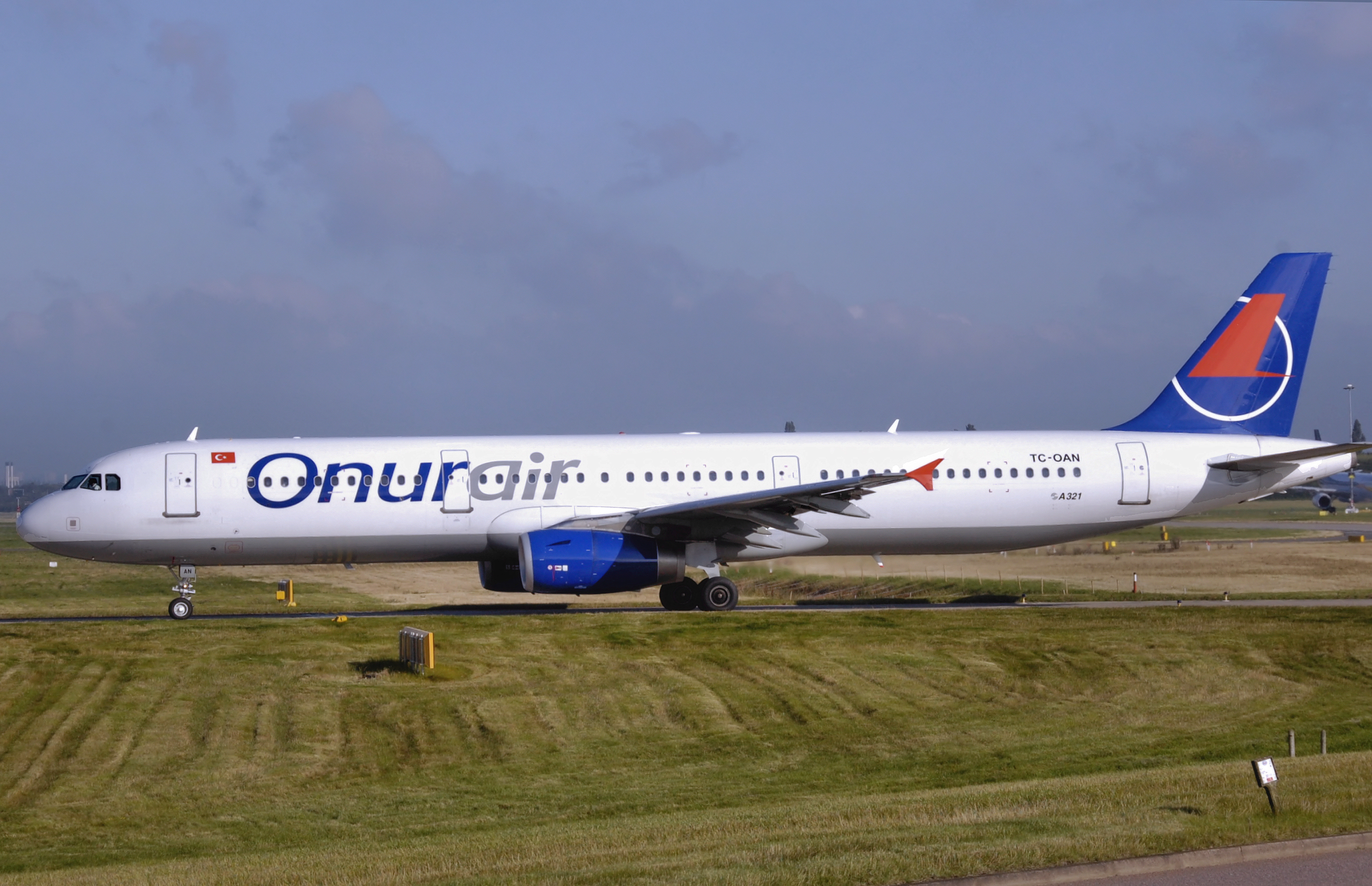
A321 у Бірмінгемі

Onur Air (тур. Onur Havayolları Taşımacılık A.Ş.) — колишня турецька авіакомпанія зі штаб-квартирою в Стамбулі.
Виконувала регулярні внутрішні та міжнародні рейси з Аеропорту імені Ататюрка у Стамбулі, внутрішні з Міжнародного аеропорту Анталія, а також чартерні рейси з Європи на турецькі курорти.
Станом на грудень 2021 року компанія була змушена призупинити всі операції до подальшого повідомлення
, 
а у квітні 2022 року була оголошена банкрутом
.

## Напрямки
Іран
- Ісфахан (аеропорт)
- Тебриз (аеропорт)
- Тегеран-Імам Хомейні

Азербайджан
- Баку (аеропорт)
- Нахічевань (аеропорт)

Ірак
- Ербіль (аеропорт)

Австрія
- Відень

Франція
- Париж-Шарль де Голль

Німеччина
- Берлін-Тегель
- Дюссельдорф (аеропорт)
- Франкфурт (аеропорт)
- Мюнхен (аеропорт)
- Нюрнберг (аеропорт) Сезонний
- Мюнстер/Оснабрюк (аеропорт)
- Штутгарт (аеропорт)

Нідерланди
- Амстердам (аеропорт)

Росія
- Челябінськ (аеропорт)
- Грозний (аеропорт)
- Москва-Шереметьєво
- Москва-Жуковський
- Ростов-на-Дону (аеропорт)
- Нальчик (аеропорт)
- Курумоч (аеропорт)/Самара
- Волгоград (аеропорт)
- Кольцово (аеропорт)/Єкатеринбург
- Воронеж (аеропорт)

Туреччина
- Адана (аеропорт)
- Анталія (аеропорт)
- Бодрум (аеропорт)
- Даламан (аеропорт)
- Елязиг (аеропорт)
- Ерджан (аеропорт)
- Газіантеп (аеропорт)
- Газіпаша (аеропорт)
- Стамбул-Ататюрк (хаб)
- Ізмір (аеропорт)
- Кайсері (аеропорт)
- Малатья (аеропорт)
- Самсун (аеропорт)
- Шанлиурфа (аеропорт)
- Трабзон (аеропорт)

Україна
- Одеса (аеропорт)

## Флот
Флот Onur Air на січень 2018: